# 1886 Lowell
1886 Lowell este un asteroid din centura principală, descoperit pe 21 iunie 1949 de Henry Giclas.